# Copelatus fluviaticus
Copelatus fluviaticus är en skalbaggsart som beskrevs av Guignot 1957. Copelatus fluviaticus ingår i släktet Copelatus och familjen dykare. Inga underarter finns listade i Catalogue of Life.